# Dysdera pominii
Dysdera pominii là một loài nhện trong họ Dysderidae.
Loài này thuộc chi Dysdera. Dysdera pominii được miêu tả năm 1947 bởi Caporiacco.